# Mokrane Gourari
Mokrane Gourari (* 4. Januar 1982) ist ein algerischer Fußballschiedsrichterassistent. Er steht als dieser seit 2014 auf der Liste der FIFA-Schiedsrichter.
Als Assistent begleitet er seit der Saison 2017/18 Spiele der nationalen Ligue Professionnelle 1. International war er schon bei jeweils zwei U-Turnieren, Klub-WMs und Afrika-Cups dabei. Auch beim Arabien-Pokal 2021 und bei der Weltmeisterschaft 2022 stand er im Aufgebot.